# Wielki Kopieniec (Dolina Chochołowska)
Wielki Kopieniec lub po prostu Kopieniec (1257 m) – reglowy szczyt w Dolinie Chochołowskiej w Tatrach Zachodnich. Znajduje się na przedłużeniu grzbietu Kulawca odchodzącego od Trzydniowiańskiego Wierchu w północnym kierunku, w samym kącie Doliny Chochołowskiej i Doliny Starorobociańskiej. Jego stoki opadają do tych dolin oraz do żlebu Krowiniec (często nazywanego Krowim Żlebem), wciętego w północne stoki Trzydniowiańskiego Wierchu. Na południe od wierzchołka Wielkiego Kopieńca znajduje się przełączka zwana Kopieńcowym Przechodem (1205 m) oddzielająca go od wyżej położonego, ale mniej wybitnego Małego Kopieńca (1329 m).
Jest całkowicie porośnięty lasem i nie prowadzą przez niego szlaki turystyczne. Z Polany Chochołowskiej jest widoczny jako zalesiony kopiec u podnóży Kominiarskiego Wierchu.
W gwarze podhalańskiej kopieńcem nazywa się górę o kształcie podobnym do kopca. W Tatrach jest jeszcze drugi, również reglowy szczyt o tej samej nazwie – Wielki Kopieniec w Dolinie Olczyskiej.